# Tachycardie jonctionnelle hisienne

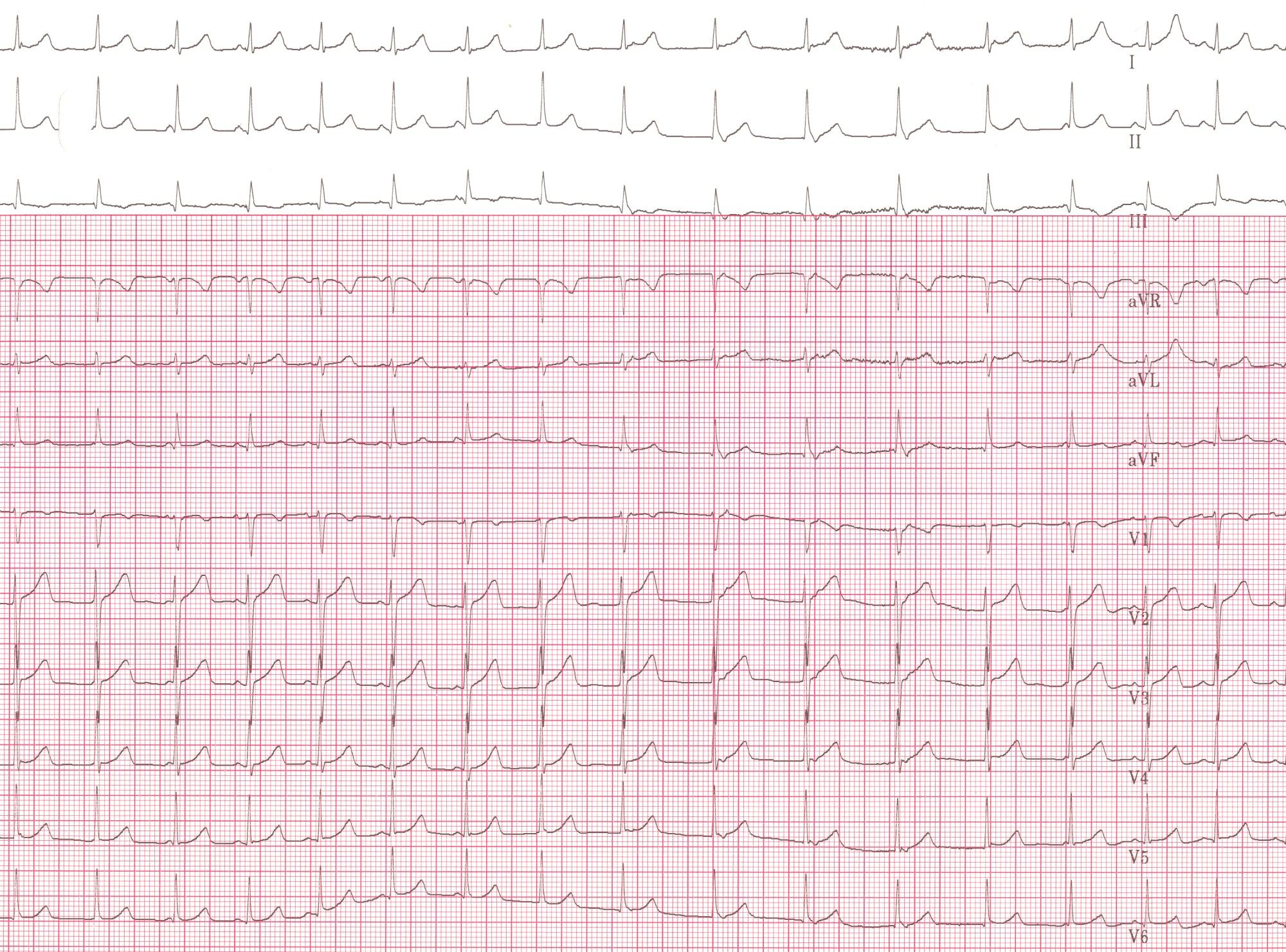

La tachycardie jonctionnelle hisienne est un trouble du rythme supraventriculaire (le foyer ectopique est dans le faisceau de His) se rencontrant surtout chez le jeune enfant.
Les circonstances de découverte sont une insuffisance cardiaque chez un nourrisson mais peuvent exister in utero responsable d'anasarque fœtale ou de mort fœtale.
A l'auscultation, il existe une tachycardie fixe très rapide 240 battements par minute plus ou moins 60 battements.
L'échocardiographie ne montre pas de malformations cardiaques, maladie d'Ebstein et double discordance principalement, ou une tumeur du cœur.
L'électrocardiogramme montre des QRS fins mais avec dissociation auriculoventriculaire : les ondes P sont moins nombreuses que les QRS et complètement dissociées et normalement axées à 60 degrés.
La cardioversion est inefficace, seul le traitement par amiodarone fait disparaître l'insuffisance cardiaque. Ce traitement doit être poursuivi pendant plusieurs années.